# 東雲運河

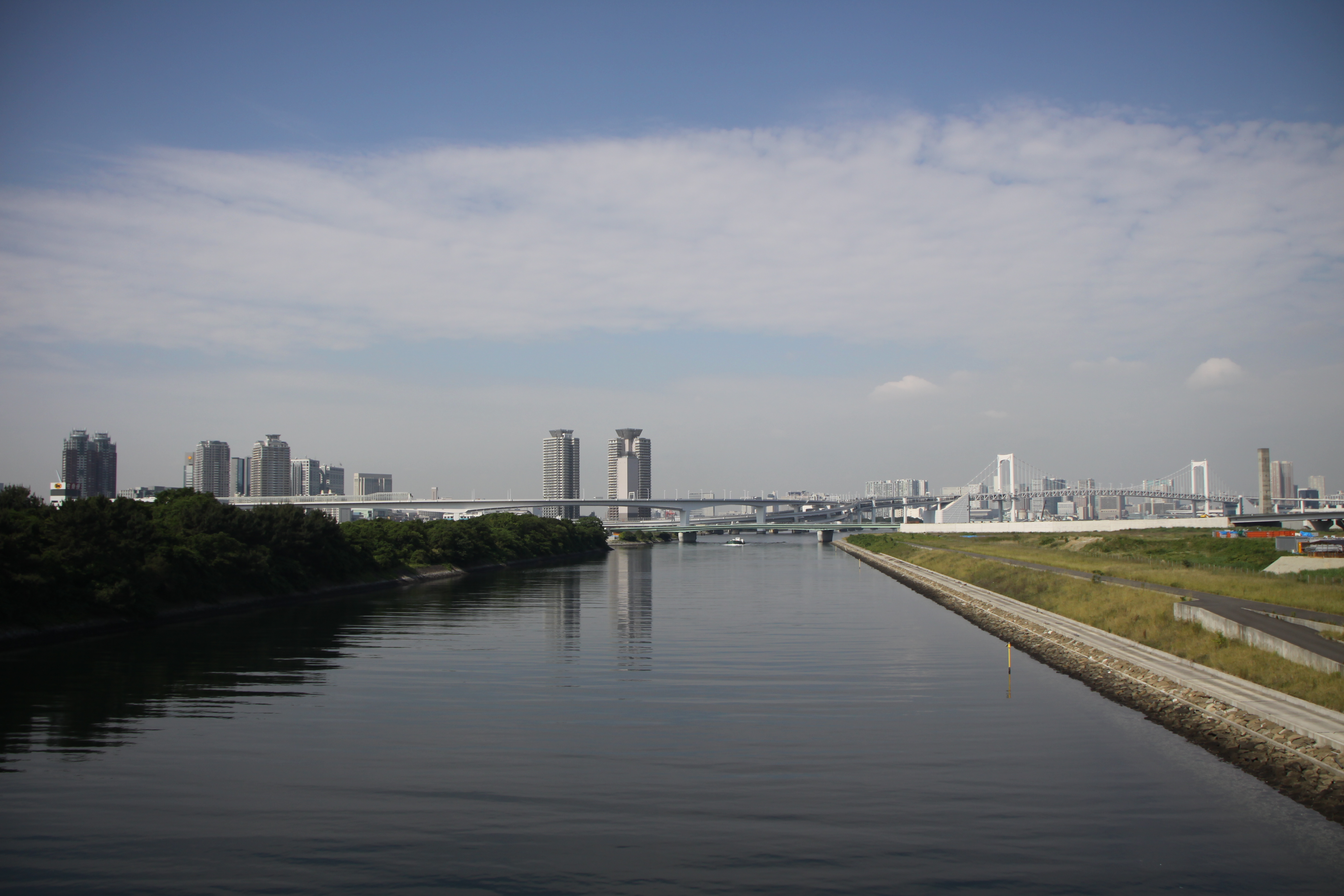
東雲運河

東雲運河（しののめうんが）は、東京都江東区の有明、豊洲および東雲地区を流れる運河である。

## 橋梁
北東側より記載
- 東京メトロ有楽町線（地下）
- 東雲橋
- 木遣り橋
- 有明北橋
- ゆりかもめ
- 富士見橋

## 東雲北運河
東雲運河の北東の延長線上に「東雲北運河」と呼ばれる運河が江東区枝川、潮見地区にある。東雲運河との区別はあまりつかず、著名ではないため同じ運河と思われることが多い。

## 周辺施設
- ゆりかもめ有明テニスの森駅
- 東雲水門
- 豊洲市場

## 参考資料
- 東京都臨海域における埋立地造成の歴史